# Marin Dună
Marin Dună (n. 2 august 1967, Ogrezeni, România) este un antrenor român de fotbal și fost jucător.

## Primul joc în Liga I
| Data       | Club                | Club Advers     | Competiție | Scor |
| ---------- | ------------------- | --------------- | ---------- | ---- |
| 16.08.1992 | Progresul București | Farul Constanța | Divizia A  | 2-2  |
|            |                     |                 |            |      |

## Meciuri jucate
| Competiție | Nr meciuri  | Goluri    |
| ---------- | ----------- | --------- |
| Divizia A  | 227 meciuri | 82 goluri |
|            |             |           |
| Divizia B  | 16 meciuri  | 10 goluri |
|            |             |           |

## Evoluții in cupe europene
| Competiție   | Sezon     | Nr meciuri |
| ------------ | --------- | ---------- |
| Cupa UEFA    | 1996-1997 | 6 meciuri  |
|              |           |            |
| Cupa Cupelor | 1997-1998 | 1 meci     |
|              |           |            |